# Bandeira de Caçador

Bandeira de Caçador.

A bandeira do município catarinense de Caçador é retangular, cujo formato e medidas obedecem às mesmas orientações da bandeira do Brasil para sua confecção e apresentação. É formada em oitavadas, num campo azul, tendo ao centro um retângulo menor, em campo branco, onde se sobressai o brasão de Caçador. Delimitando as oitavadas, deste retângulo branco partem as oito faixas brancas, com faixas vermelhas sobre elas, até os quatro vértices e até os pontos médios dos quatro lados.
Salientando as cores azul, branco e vermelho, a bandeira tem incluída nela o brasão da cidade, no centro.